# Essaouira
Al-Suwaira o Al-Suwayra o Es-Sueira o Al-Sawira (àrab: الصويرة, 'la ben dissenyada'; en amazic ⵎⵓⴳⴰⴹⵓⵔ; en francès: Essaouira; antigament, Amogdul ('la ben guardada'); en amazic: Mogdura; en portuguès i castellà: Mogador) és un municipi del Marroc, port de l'oceà Atlàntic, A 73 km al nord d'Agadir i 176 a l'oest de Marràqueix. És capital de la província d'Essaouira, a la regió de Marràqueix-Safi. Segons el cens de 2014 tenia una població total de 77.966 persones.

## Situació
És construïda sobre un escull que penetra a la mar formant una sèrie d'illots a la banda de mar de l'escull principal, on hi ha la ciutat vella. La roca calcària, colpida per l'aigua, crea un sorral blanc que, en una extensió de 30 km, ha generat una duna coneguda com a duna de Mogador; el paisatge canvia a 20 km al nord-est, on la comarca s'anomena Ain al-Hadjas, amb un paisatge de gran bellesa i plaent.

## Clima
La seva temperatura és moderada, entre 21 graus a l'estiu i 13 graus a l'hivern; la serralada de l'Atles li tapa els vents calents del desert. Durant 271 dies a l'any, hi fa vent del nord o nord-est, que refresquen els mesos de més calor. La pluja cau uns 45 dies a l'any, especialment al febrer i març.

## La ciutat vella
La ciutat vella està envoltada d'una muralla amb quatre barris: la casbah, la casbah jedida (casbah nova), la medina i el Mellah o barri jueu. Les muralles tenen cinc portes: Bab Asi (Bab Dukkala) al nord-est (accés pel barri de Mellah); Bab Marrakech a l'est; Bab Seba o Bab Lem, a la casbah jedida; Bab Mersa o de la platja; i una de petita que dona al mar, anomenada porta de la Brossa. La casbah jedida es troba al sud-est de la casbah vella, que es troba a la part sud-occidental tocant a mar; al nord, nord-est i est de la casbah hi ha la medina, que ocupa tres quarts de la ciutat vella; i el Mellah es troba al nord de la ciutat. Antigament, els jueus hi tenien un dirigent local i el seu nombre va arribar a ser de més de disset mil. Les mesquites de la part vella són cinc, i n'és la principal la de l'antiga plaça de la duana; en un dels dos antics molls, en un illot, hi ha les restes del vell castell portuguès, arruïnat per la marinada. A la punta sud, l'illa de Mogador, de 350 x 900 metres, una roca a uns 700 metres de la ciutat, i amb una alçada de 33 metres.

## Població
Té una població de 70.000 habitants (2004). La seva població vers 1918 era de vint mil habitants, dels quals la meitat eren jueus (la comunitat jueva va emigrar el 1967). El 1926, la població era de 18.401 habitants (7.730 jueus). El 1956, els jueus només eren 1.341. El 1971, tenia 30.000 habitants, i va arribar als 40.000 el 1982. El 1994, va arribar a 56.000; el creixement anual fou entre 1970 i 1995 del 2,4%, mentre que el de la regió del Tensift fou del 3,6% en el mateix període.
La seva medina ha estat inscrita com a Patrimoni de la Humanitat per la UNESCO.
Entre els llocs destacats, cal esmentar el Museu de Sidi Mohamed Ben Abdallah, un antic palau senyorial al lloc de Diyabat, abans un llogaret avui incorporat a la ciutat.

## Història
La tradició relata que, després de la fundació de Cartago el 814 aC, mercaders fenicis es van dirigir a l'extrem occidental del país i van arribar vorejant la costa fins a la moderna Essaouira, on van crear una factoria comercial. Es pensa que fou una de les cinc colònies que Hannó el Navegant va utilitzar, ja que aquest port estava protegit dels vents alisis i ben dotat d'aigua, i durant segles va servir probablement com a escala per als viatges fins al cap Verd o més enllà. Formà part després del Regne de Mauritània (segle iii aC), i amb aquest va passar als romans. A la zona, es va produir pintura de porpra utilitzant un mol·lusc, el múrex, i les illes d'Essaouira foren conegudes com a Illes Purpurines o Purpúries (Purpurariae insulae) fins a la final de l'Imperi romà. El regne fou annexionat a Roma l'any 42 i la comarca d'Essaouira va formar després part de la província de la Mauritània Tingitana.
La comarca va passar als musulmans vers el 713. Al segle xi, al-Bakrí l'esmenta amb el nom d'Amogdul, com el port de la regió del Sus; el nom sembla probablement una deformació de Sidi Mogdoul, un morabit local la tomba del qual es troba a la desembocadura del uadi al-Ksob, però és possible que el lloc portés com a nom un topònim amazic. El nom Mogdul fou transformat per castellans i portuguesos en Mogodul i Mogodor, per acabar com a Mogador. Als portolans dels segles xiv i xv, apareix com a Mogodor i Mongodor. Era més aviat un embarcador que un port.
El 1506 el rei Manuel I de Portugal (1495-1521) va encarregar a un cavaller de la cort, Diogo de Azambuja, de construir en aquest lloc, on no hi havia cap població estable, una fortalesa. Diogo va fundar, llavors, el Castelo Real de Mogador. Immediatament, els marabuts ragraga es van oposar als portuguesos. Diogo va deixar el comandament a Francisco de Miranda el 27 de juny del 1507. La fortalesa va ser assetjada i fou reavituallada des de Portugal i Madeira. El 1510, Pedro de Azevedo i el maig Nicolão de Sousa van exercir-hi com a capitans; però, finalment, va caure en mans dels atacants el novembre del 1510. El lloc va restar abandonat la resta del segle.
Els espanyols van intentar d'establir-se al port a començament del segle xvii. Per la mateixa època, els anglesos planejaven fer del port una base contra els espanyols. Richelieu i el pare Josep van rebre el 1626 una proposició del cavaller de Razilly, que pretenia ocupar les illes de Mogador i establir allí una factoria pesquera; els francesos les van reconèixer el 1629, però van descartar un possible desembarcament per sorpresa. Va romandre com un embarcador, però sense una població a l'entorn, durant la resta del segle i bona part del següent. Al començament del segle xviii, hi venien sovint mercaders holandesos, i comerciants jueus s'hi van establir per comerciar amb els europeus, ja que el comerç de blat i altres productes amb els cristians estava prohibit als musulmans. En temps de Muley Ismail, va servir de refugi als corsaris que hi anaven a reparar els seus vaixells i a descansar.
El 1763, el soldà Muhammad ben Abd Allah va decidir construir a la zona una base naval des d'on els corsaris podrien atacar les flotes dels estats europeus, als quals el soldà pretenia intimidar per signar tractats de comerç avantatjosos. Amb l'ajut de l'arquitecte francès, però, que servia als britànics a Gibraltar, Théodore Cornut o Cournut, conegut com l'Avinyonès, es va construir la ciutat al mig del no-res (a partir de la tardor del 1764 i fins als primers mesos del 1767). Cornut havia construït també fortificacions al Rosselló al servei de Lluís XV de França, i va iniciar la construcció de la ciutat segons uns plànols que es conserven a la Biblioteca Nacional de França a París, i amb un traçat molt regular, que van donar origen al nom modern Essaouira = 'la ben dissenyada'; primer la casbah i el port; la medina amb les seves muralles sembla que es van construir després, quan ja Cornut no hi era, ja que el soldà l'havia despatxat acusat de ser massa car i d'haver treballat per a l'enemic britànic. Altres arquitectes i mestres d'obres van treballar a la ciutat després de Cornut, entre els quals un arquitecte genovès que fou l'autor de la Skala, una bateria a la punta nord-oest. d'uns 200 metres, on s'alineaven els canons vinguts d'Espanya. El nom de la nova ciutat fou Al-Suwayra o Al-Swira ('Petita Fortalesa'), mentre que el nom de Mogador fou conservat pels europeus. Els amazics l'anomenaren Tasuirt.
Essaouira va anul·lar Agadir. La seva importància va anar creixent fins a la primera meitat del segle xix. Fou lloc de desterrament i empresonament polític i estava allunyada de les rutes comercials i això va fer que el seu desenvolupament fou mitjà. La comunitat jueva fou part important de la seva relativa prosperitat; els jueus van arribar a ser disset mil contra deu mil musulmans; les joies jueves eren comprades per la burgesia musulmana. Hom la considerava el port de Tombuctu, perquè les caravanes amb or, espècies i esclaus procedents de l'Àfrica sahariana i sud saharià eren negociades en aquesta ciutat. Durant molts anys, fou l'únic port marroquí obert al comerç exterior.
L'agost del 1844, una esquadra francesa dirigida per Francesc d'Orleans, després de bombardejar Tànger, va fer el mateix amb Essaouira. Es volia castigar el soldà Abd al-Rahman ben Hixam atacant una vila que li pertanyia personalment i de la qual obtenia uns bons ingressos. Les bateries de la plaça foren destruïdes després de tres hores de bombardeig; les forces franceses van desembarcar i la guarnició marroquina, refugiada a la mesquita, després d'una forta resistència, va quedar eliminada el 16 d'agost i les defenses foren destruïdes.
Amb el protectorat francès (1912) va recuperar el nom de Mogador. El port era d'aigües poc fondes i no podia rebre els grans vaixells moderns i es va utilitzar només com a port de pesca, amb conserveres gestionades per bretons; després, es va fer un port comercial per exportar els productes agrícoles de la regió. Llavors va créixer la importància de Casablanca (Deir el-Beida), Tànger i Agadir (i més tard Tan-Tan) i la disminució dels recursos pesquers van fer caure l'activitat i van provocar molt d'atur als anys setanta (el 1970, era el tercer port pesquer del país amb 40.000 tones de peix anuals; el 1982, va caure a poc més de 20.000 tones i el 1991 a unes 6.000). Tot i que el turisme, progressivament (sobretot a partir dels anys cinquanta), va contribuir a una certa recuperació, amb la construcció d'uns quants hotels, la ciutat no ha recuperat la seva antiga importància i avui dia és principalment agrícola. El turisme hi és atret per la pràctica del surf i del surf d'estel, mercès als vents potents que bufen constantment a la badia, però la majoria del turisme és interior, procedent de Marràqueix. Altres activitats en són l'administració (és capital de província), el comerç per tota la regió de Chiadma (Shiyadma), l'artesanat (principalment marqueteria, de força importància amb el treball de la fusta de tuia), i algunes implantacions industrials (4.600 persones treballant en la indústria el 1993).
El 1956, va recuperar oficialment el seu nom d'Essaouira.

## Galeria de fotos

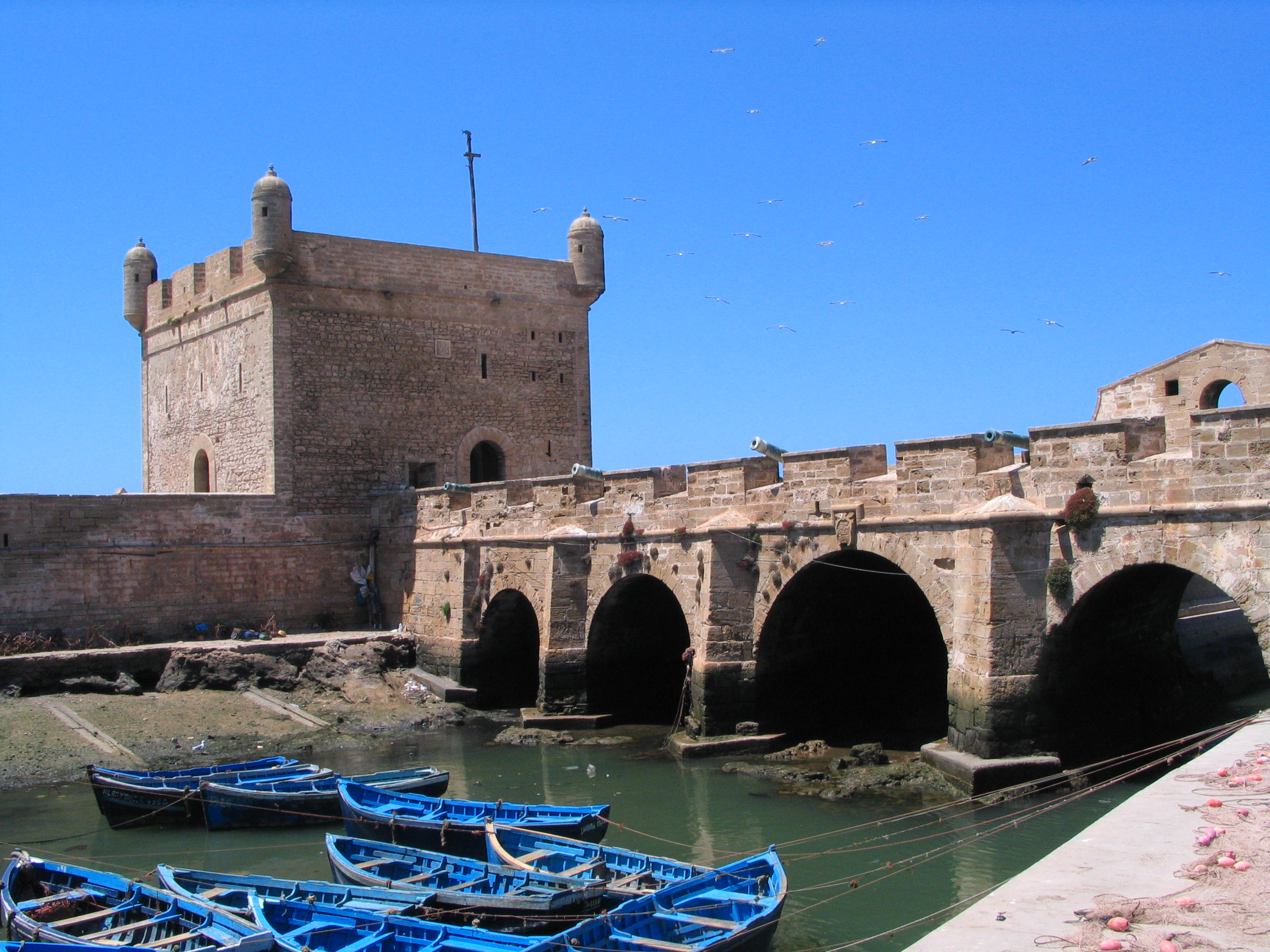
Les muralles.
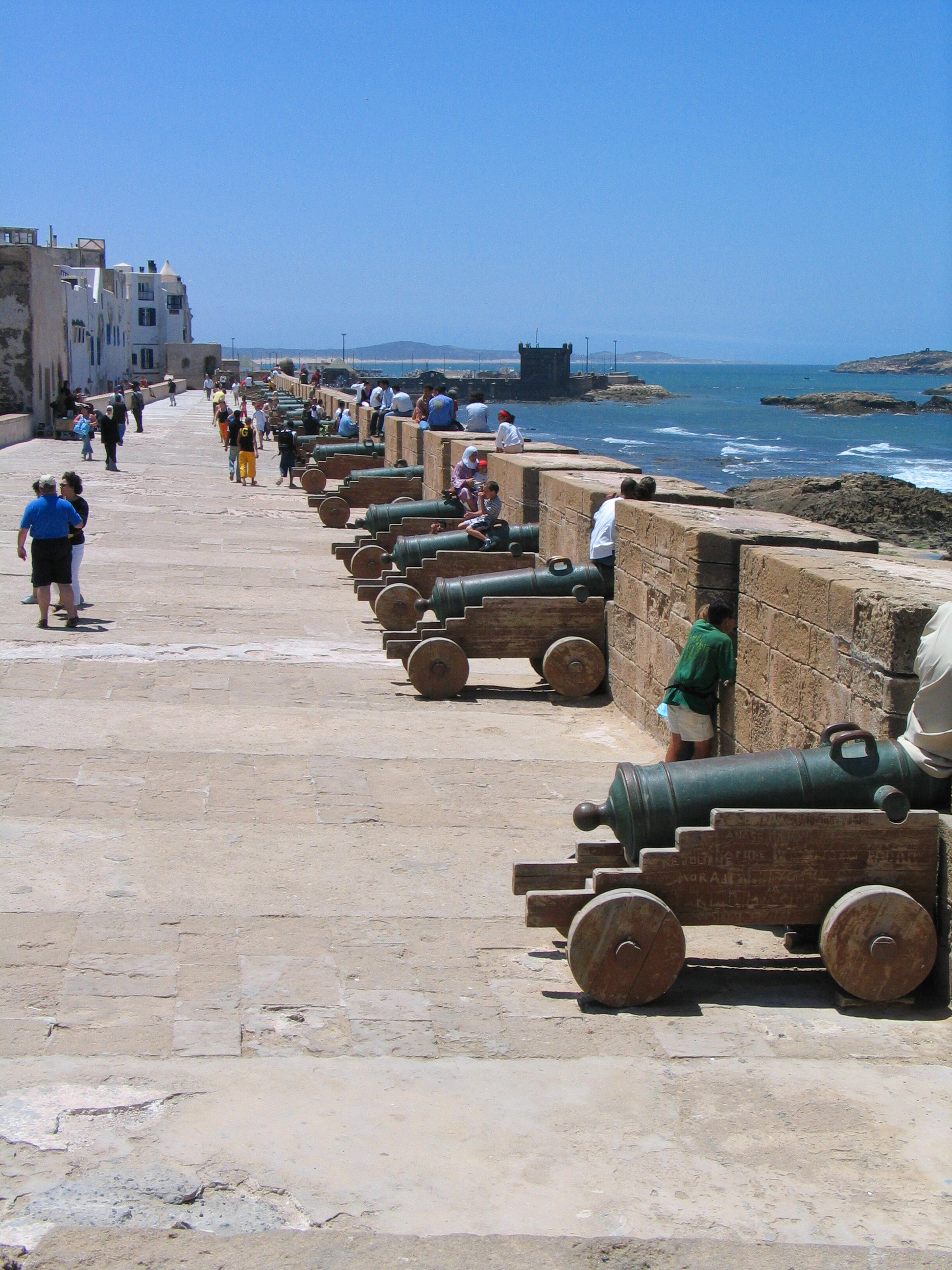
Fortificacions d'Essaouira.
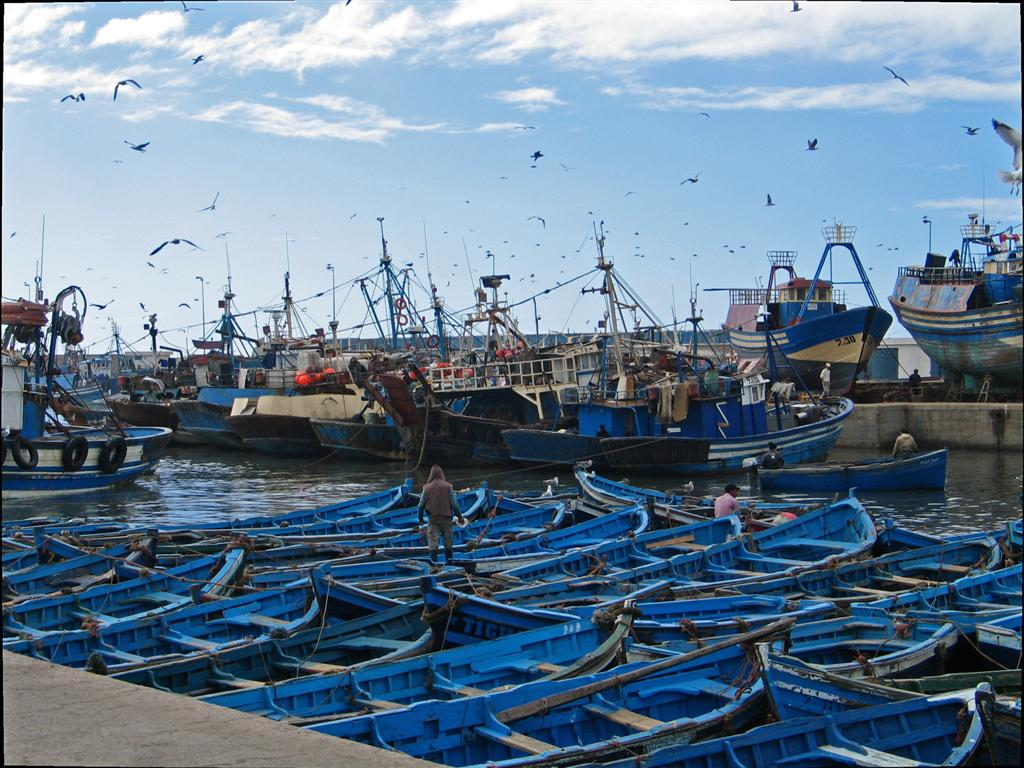
Port d'Essaouira.
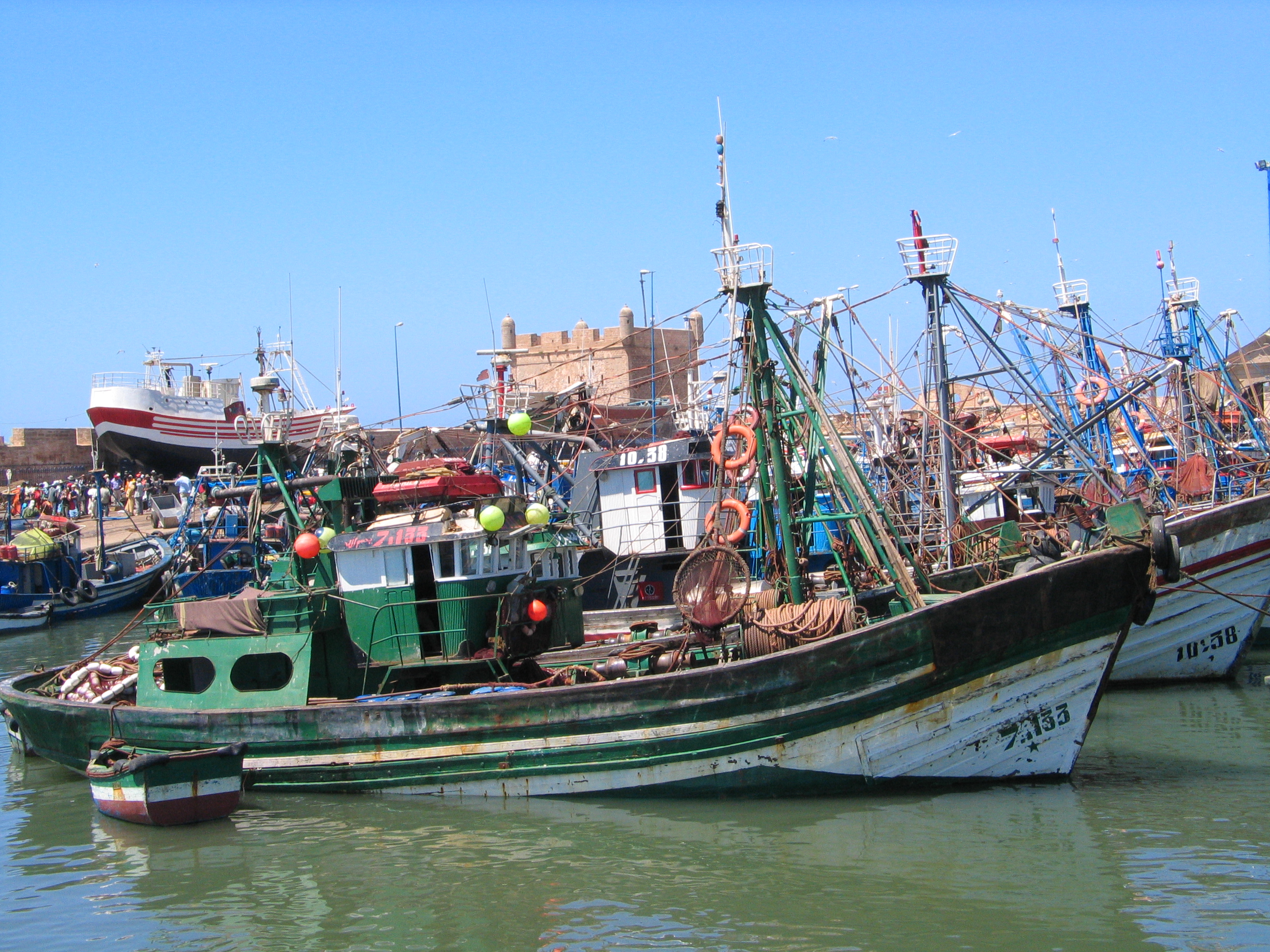
Port d'Essaouira.
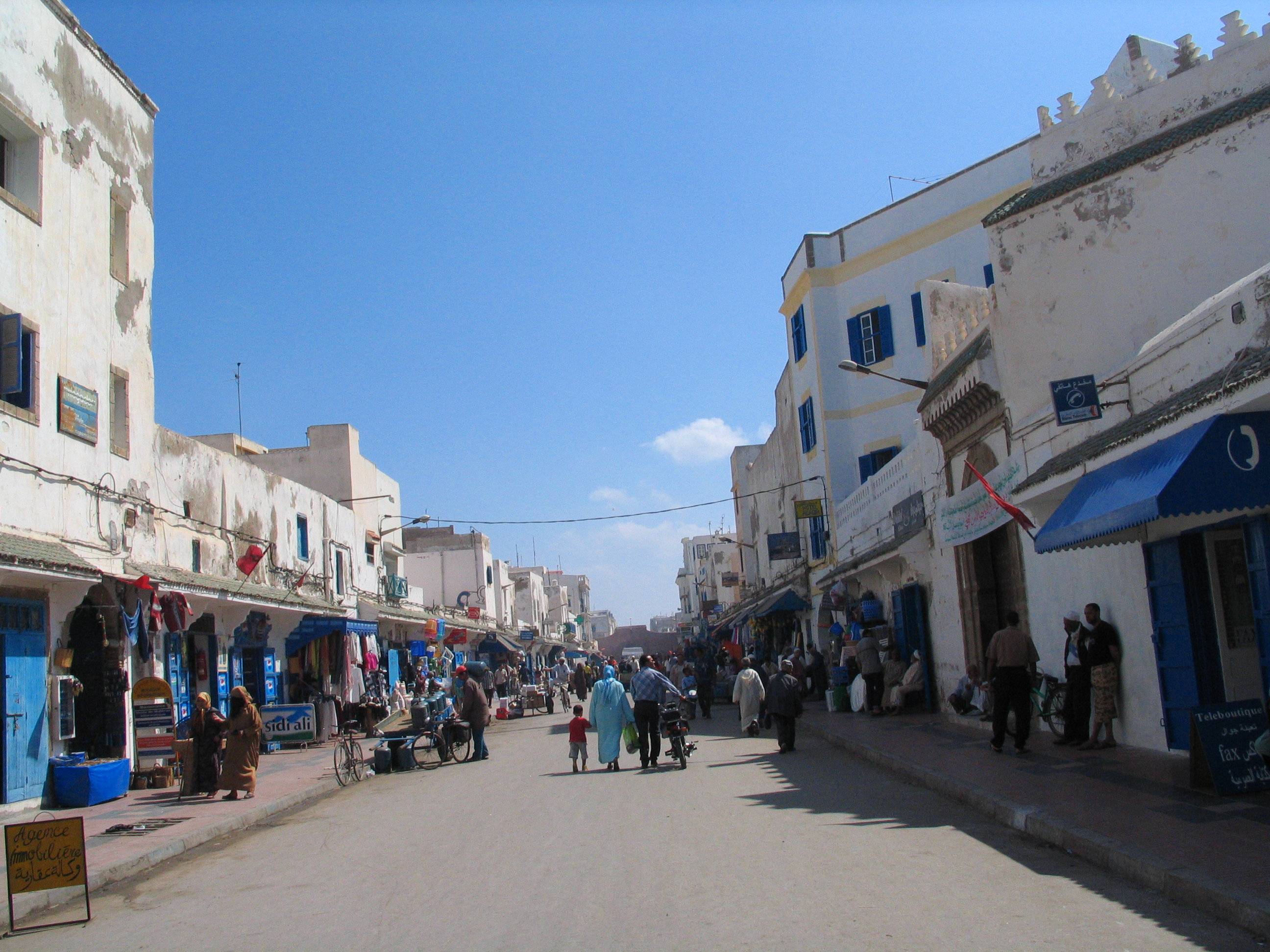
El carrer Mohammed ben Abdallah.
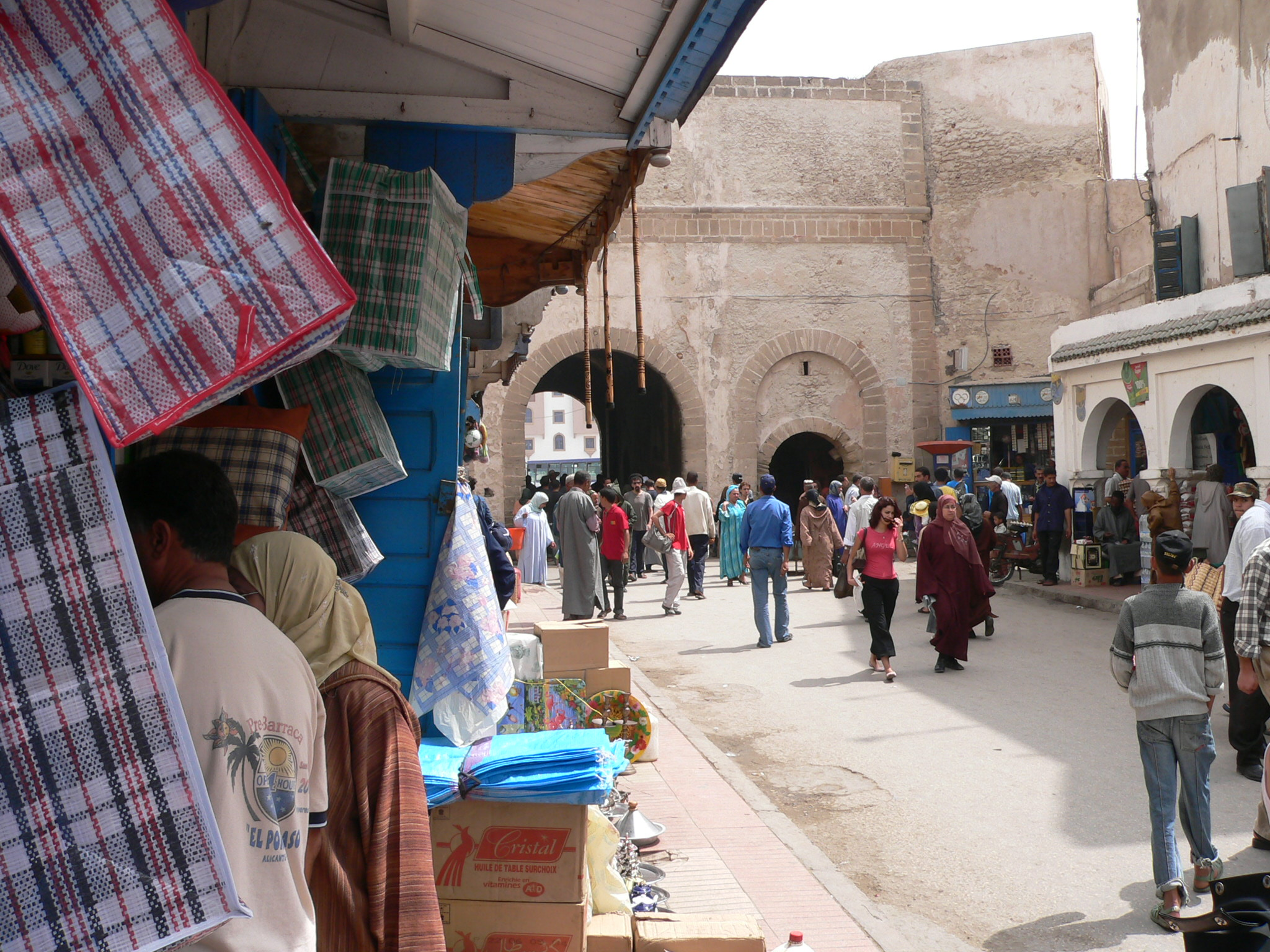
Una de les entrades de la medina.
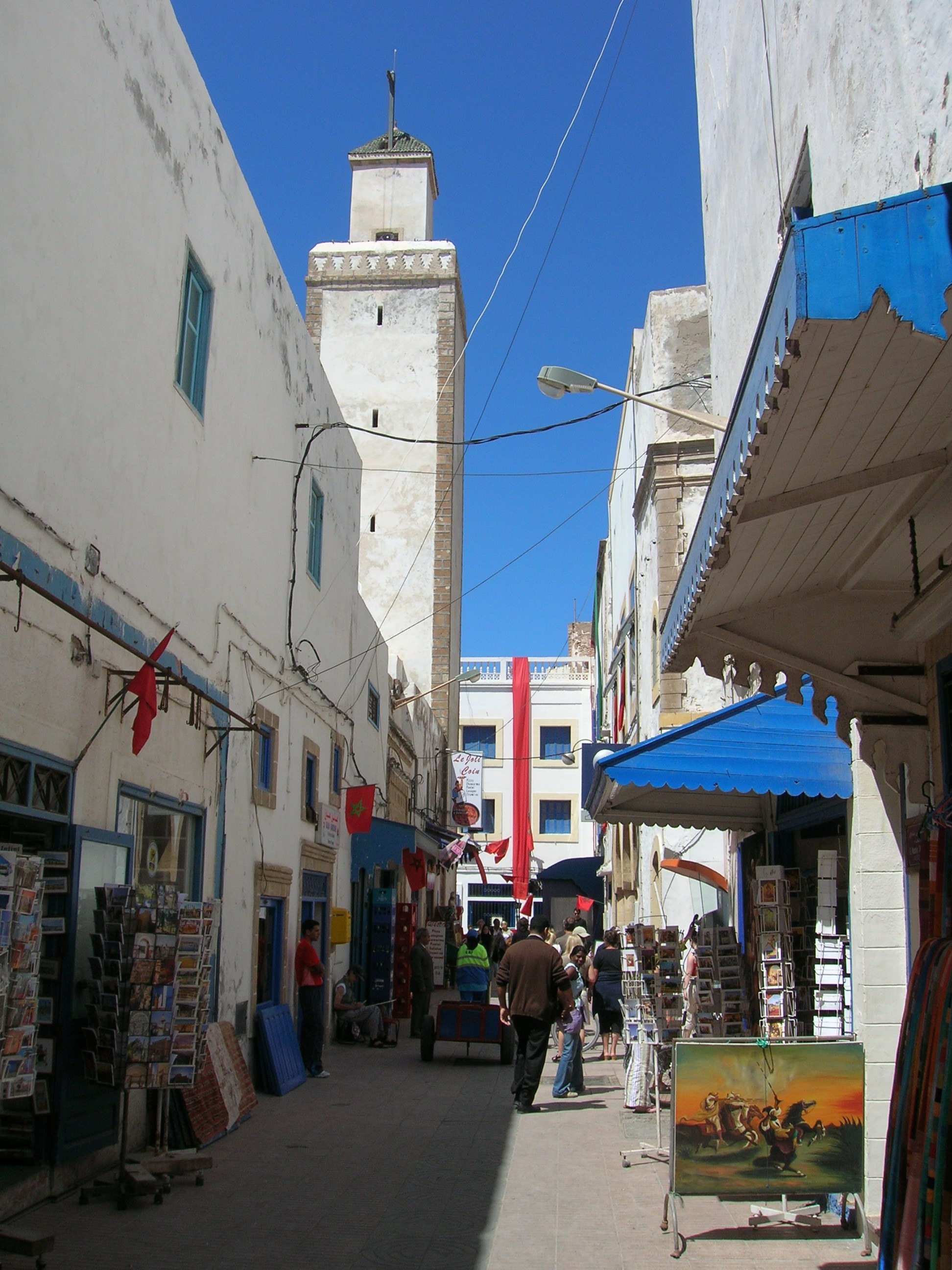
Carrer d'Essaouira.
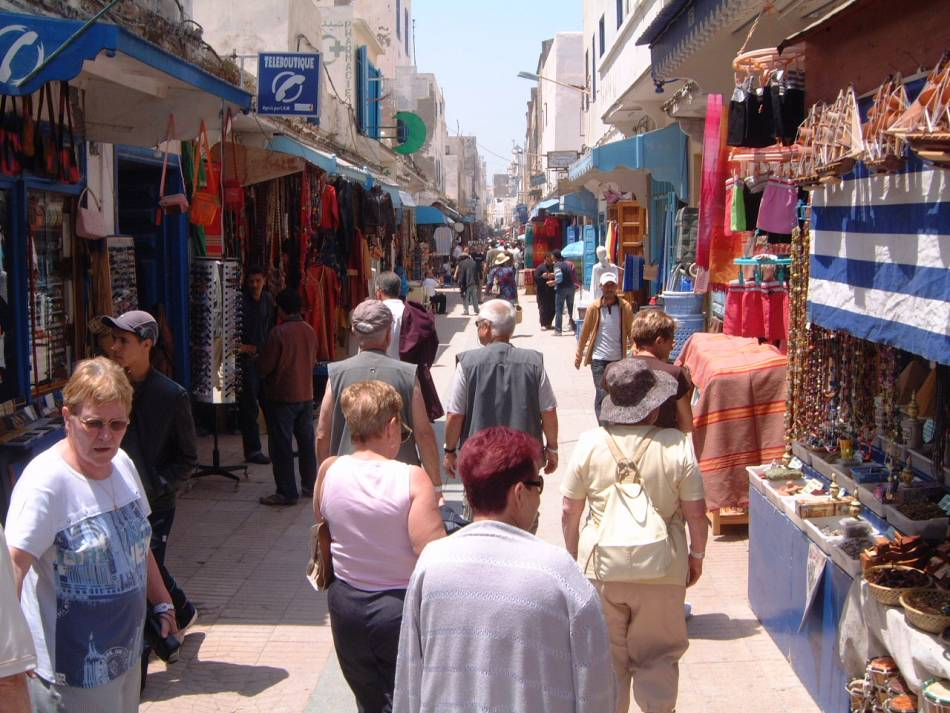
Soc d'Essaouira.

## Cultura
Essaouira celebra la festivitat anyal anomenada Festival Gnaoua dedicada especialment a la música Gnaoua. Orson Welles hi va rodar la pel·lícula La Tragèdia d'Otel·lo, el moro de Venècia (1952); els anys noranta, Marc Riviere hi va filmar L'home de les llavors de vent sobre Rimbaud; i el 2004 Ridley Scott hi va reconstruir la Jerusalem medieval per a la seva pel·lícula El regne del cel.

## Personatges famosos
- El 22 de març de 1915, hi va néixer Léon Vuillemain, as de la Segona Guerra Mundial.
- El 1941, hi va néixer André Azoulay, polític marroquí.
- El 1943, hi va néixer Hamza Ben Driss Ottmani, destacat economista.

## Agermanaments
| - Etterbeek (Bèlgica), 2003 - Île de Gorée (Senegal) 2005 - La Rochelle (França) - Saint Malo (França) |